# تولبان
تولبان، هو فيلم كازاخي من إخراج سيرجي دفورتسيفوي، صدر في 4 مارس 2009.

## روابط خارجية
- تولبان على موقع IMDb (الإنجليزية)
- تولبان على موقع ميتاكريتيك (الإنجليزية)
- تولبان على موقع روتن توميتوز (الإنجليزية)
- تولبان على موقع نتفليكس (الإنجليزية)
- تولبان على موقع ألو سيني (الفرنسية)
- تولبان على موقع Turner Classic Movies (الإنجليزية)
- تولبان على موقع أول موفي (الإنجليزية)
- تولبان على موقع فيلمافينيتي (الإسبانية)
- تولبان على موقع قاعدة بيانات الفيلم (الإنجليزية)
- تولبان على موقع ليتربوكسد (الإنجليزية)